# アックアヴィーヴァ・デッレ・フォンティ
アックアヴィーヴァ・デッレ・フォンティ（イタリア語: Acquaviva delle Fonti）は、イタリア共和国プッリャ州バーリ県にある、人口約2万1000人の基礎自治体（コムーネ）。

## 地理

### 位置・広がり
バーリ県南部に位置する。

#### 隣接コムーネ
隣接するコムーネは以下の通り。
- アデルフィア
- カザマッシマ
- カッサーノ・デッレ・ムルジェ
- ジョーイア・デル・コッレ
- サンミケーレ・ディ・バーリ
- サンニカンドロ・ディ・バーリ
- サンテーラモ・イン・コッレ

## 姉妹都市
- サン・ミゲル・デ・アジェンデ、メキシコ